# Bili Brig
Bili Brig is een plaats in de gemeente Nova Kapela in de Kroatische provincie Brod-Posavina. De plaats telt 344 inwoners (2001).